# Rudolf Krause
Rudolf Krause (n. 30 martie 1907 – d. 11 aprilie 1987) a fost un pilot german de Formula 1 care a evoluat în Campionatul Mondial între anii 1952 și 1953.